# Bộ Dặc (弋)
Bộ Dặc, bộ thứ 56 có nghĩa là "bắn tên" là 1 trong 31 bộ có 3 nét trong số 214 bộ thủ Khang Hy.
Trong Từ điển Khang Hy có 15 chữ (trong số hơn 40.000) được tìm thấy chứa bộ này.

## Tự hình Bộ Dặc (弋)

Giáp cốt văn
Kim văn
Đại triện
Tiểu triện

## Chữ thuộc Bộ Dặc (弋)
| Số nét bổ sung | Chữ                 |
| -------------- | ------------------- |
| 0              | 弋                  |
| 1              | 弌/nhất/            |
| 2              | 弍/nhị/             |
| 3              | 弎/tam/ 式/thức/ 弐 |
| 9              | 弑                  |
| 10             | 弒/thí/             |